# Ozorków Centralny
Ozorków Centralny – nieczynna wąskotorowa stacja kolejowa w Ozorkowie, w województwie łódzkim, w Polsce.